# Giovanni Lattuada
Giovanni Lattuada (* 12. Januar 1905 in Caronno Pertusella; † 16. April 1984 in Saronno) war ein italienischer Turner.

## Erfolge
Giovanni Lattuada gehörte 1932 zur italienischen Delegation bei den Olympischen Spielen in Los Angeles. Am Reck belegte er unter allen zwölf Startern den letzten Platz, nachdem er in der zweiten Übung ohne Punkte blieb. Weitaus erfolgreicher verlief der Wettbewerb an den Ringen, den er mit 55,5 Punkten auf dem dritten Platz hinter den US-Amerikanern George Julius Gulack und William Thomas Denton abschloss und die Bronzemedaille gewann.